# Knowsley (Merseyside)
Knowsley – wieś w Anglii, w hrabstwie ceremonialnym Merseyside, w dystrykcie metropolitalnym Knowsley. Leży 11 km na północny wschód od centrum Liverpool i 284 km na północny zachód od Londynu. W 2001 miejscowość liczyła 11 343 mieszkańców.